# Antoine Diot
Antoine Camille Diot (ur. 17 stycznia 1989 w Bourg-en-Bresse) – francuski koszykarz, występujący na pozycjach rozgrywającego lub rzucającego obrońcy, reprezentant kraju, olimpijczyk, obecnie zawodnik ASVEL Lyon-Villeurbanne.

## Osiągnięcia
Stan na 5 grudnia 2020, na podstawie, o ile nie zaznaczono inaczej.

### Drużynowe
- Mistrz Hiszpanii (2017)
- Wicemistrz:
  - Eurocup (2017)
  - Francji (2010, 2012, 2014, 2015)
- Zdobywca:
  - superpucharu Hiszpanii (2017)
  - pucharu:
    - Francji (2009, 2013, 2015)
    - Liderów Francji (2009, 2015)
- Finalista pucharu:
  - Hiszpanii (2017)
  - Liderów LNB Pro A (2020)

### Indywidualne
- MVP:
  - francuski sezonu zasadniczego ligi francuskiej (2014)
  - pucharu Liderów Francji (2015)
- Uczestnik meczu gwiazd francuskiej ligi LNB Pro A (2009, 2012–2014)
- Zwycięzca konkursu Skills Challenge ligi francuskiej (2009)

### Reprezentacja
Seniorów
- Mistrz:
  - Europy (2013)
  - turnieju London Invitational (2011)
- Brązowy medalista mistrzostw świata (2014)
- Uczestnik:
  - igrzysk olimpijskich (2016 – 6. miejsce)
  - mistrzostw Europy (2009 – 5. miejsce, 2013, 2017 – 12. miejsce)
- Zwycięzca kwalifikacji olimpijskich (2016)

Młodzieżowe
- Mistrz:
  - Europy:
    - U–18 (2006)
    - U–16 (2004)

  - turnieju Albert Schweitzera (2006)
- Wicemistrz Europy:
  - U–20 (2009)
  - U–16 (2005)
- Brązowy medalista mistrzostw świata U–19 (2007)
- Uczestnik mistrzostw Europy:
  - U–20 (2008 – 7. miejsce, 2009)
  - U–18 (2006, 2007 – 6. miejsce)
- MVP mistrzostw Europy U–16 (2005)
- Lider Eurobasketu U–16 w:
  - przechwytach (2005)
  - skuteczności rzutów za 2 punkty (2005)